# Маски (фильм)
«Маски» (фр. Masques) — триллер Клода Шаброля, вышедший на экраны в 1987 году.
Фильм принял участие в конкурсной программе 37-го Берлинского международного кинофестиваля.

## Сюжет
Молодой журналист Ролан Вольф (Робен Ренуччи) обращается к популярному телеведущему пенсионерского развлекательного шоу Кристиану Леганье (Филипп Нуаре) с предложением написать его биографию. Открытый, подвижный и дружелюбный Леганье с удовольствием соглашается и приглашает Вольфа на три дня в своё шикарное загородное поместье для совместной работы над книгой. В шикарном, типично французском доме Леганье обслуживает группа экстравагантных персонажей, среди них его секретарь и горничная Колет (Моник Шометт), её муж, шофёр и повар, немой Макс (Пьер-Франсуа Дюменьо), массажистка-травница-гадалка (Бернадетт Лафон) с мужем, увлечённым винами. Но главным сюрпризом для Вольфа стала молодая и прекрасная крестница Леганье по имени Катрин (Анна Броше), которая после перенесённого психического заболевания страдает плохим здоровьем и находится под постоянной заботой Колет. Родители Катрин погибли в автокатастрофе, когда она была ещё ребёнком, и Леганье полностью взял опеку над ней на себя. Вскоре выясняется, что написание книги было лишь предлогом, а истинной целью Ролана был розыск его таинственно пропавшей сестры Мадлен. Мадлен была подругой Катрин, прожила в доме Леганье три месяца, а затем исчезла, оставив записку, что уехала на Сейшелы. Пользуясь своим положением и доверием со стороны Леганье, Ролан проникает в его сейф и находит там документы, согласно которым все богатство Леганье основано на имуществе родителей Катрин, которое он присвоил себе, будучи её опекуном. Между Роланом и Катрин устанавливаются близкие, романтические отношения. Ролан объясняет Катрин, что Мадлен не уехала, а была убита Леганье, так как догадалась о его махинациях, а её саму Леганье специально травит таблетками, чтобы парализовать её волю и не дать ей возможности разобраться в ситуации. По совету Ролана Катрин перестаёт принимать подаваемую Колет пищу и лекарства, и ей сразу же становится намного лучше. Выясняется, что она вполне здорова — загорает на солнце и собирается в Париж за покупками. Легонье видит, что Ролан слишком много знает и становится опасен, и торопится отправить его из дома. Ещё больше Легонье беспокоит улучшившееся состояние Катрин, и он вместе с Колет и Максом делает ей парализующий укол, связывает, кладёт в багажник старого Кадиллака и отправляет на автосвалку. За несколько мгновений до того, как Кадиллак должен был пойти под пресс, Ролану удаётся остановить работы и спасти Катрин. Они приходят вместе с полицией в телестудию прямо на запись очередной телепрограммы Леганье. Увидев живую Катрин и поняв, что проиграл, Леганье в прямом эфире признаёт свою вину и выражает презрение к своей телепрограмме и своей аудитории.

## В ролях
- Филипп Нуаре — Кристиан Леганье
- Робен Ренуччи — Ролан Вольф
- Бернадетт Лафон — Патрисия, массажистка
- Моник Шометт[англ.] — Колетт, секретарь
- Анна Броше[англ.] — Катрин
- Роже Дюма[англ.] — Маню
- Пьер-Франсуа Дюменьо[фр.] — Макс, муж Колетт
- Пьер Нугаро[fr] — Гюстав